# 卑街
卑街（英語：Bay Street）是加拿大安大略省多倫多市中心一條主要南北向街道，南起安大略湖湖濱的皇后碼頭（Queen's Quay），北至德文璞道（Davenport Road）。卑街座落多倫多市金融區的心臟地帶，而自多倫多於20世紀70年代取代蒙特婁成為加拿大金融中心後，「卑街」一詞亦成為加國金融業的轉喻。仲量聯行於2011年公佈的一項房地產調查顯示，卑街沿線辦公室每平方呎全年租金為52.09美元，為全加拿大最高及美加合計第九高。
歐洲人剛到現多倫多市定居時，現卑街介乎皇后西街和湖濱的路段時有熊隻出没，因此這條街道的本名為熊街（Bear Street），到了1800年左右則因為此街的南端為安大略湖一個湖灣所在而改為現稱。
1922年前，卑街的北端只及皇后西街；現卑街介乎皇后西街和書院街（College Street）的路段前稱特勞利街（Terauley Street），而介乎書院街和戴雲寶路的路段則為一系列互不相通的街道。市政府於1922年通過9316號附例，將這一系列街道整合成卑街的北延路段，並以斯科拉德街（Scollard Street）為北端。市政府再於1924年1月28日通過9884號附例，將科徹姆道（Ketchum Avenue）更名為卑街，令卑街北延至德文璞道。
多倫多地鐵的布魯亞－丹佛線設有卑街站，而多倫多公車局（TTC）的19號巴士線亦駛經卑街的大部分路段。TTC旗下的路面電車系統過去亦曾設卑街電車線，但隨著與卑街平行的央街和大學路地鐵線分別於1954年和1963年通車，卑街電車線服務亦告取消。現時介乎登打士街和書院街的一段卑街仍鋪設了電車軌，但只作其他電車線改道之用。

## 外部連結
- 谷歌地圖顯示出卑街於多倫多的位置
- （英文） Bay Street Corridor neighbourhood profile（页面存档备份，存于）－多倫多市政府網站 卑街走廊人口資料